# Adjud
Adjud là một thị xã thuộc hạt Vrancea, România. Dân số thời điểm năm 2002 là 17677 người.